# سايبريا (لعبة فيديو 2002)
سايبريا (بالإنجليزية: Syberia)‏ ، هي لعبة فيديو من نوع مغامرات، أنتجت سنة 2002م، وهي الجزء الأول من سلسلة سايبريا، وتعمل على أنظمة ألعاب الفيديو المتعددة ومنها بلاي ستيشن 3 وإكس بوكس 360 .